# کارل هوفمان (زبان‌شناس)
کارْل هوْفْمان (به آلمانی: Karl Hoffmann) زاده ۲۶ فوریه ۱۹۱۵ در هوف - درگذشته ۲۱ می ۱۹۹۶، ارلانگن) زبان‌شناسی آلمانی بود که کارشناس پژوهش بر مطالعات هندو-ایرانی و هندو-اروپایی به‌شمار می‌رود. وی بیشتر عمرش را به گردآوری و شناسایی نوشته‌های زبان‌های پارسی باستان، اوستایی و سنسکریت ودایی سپری کرد.

## زندگی‌نامه

### آغاز زندگی
کارل هوفمان فرزند کارمند سوزنبانی بود که در فالتس علیا، ایالت باواریا زاده شد. سپس خانواده‌اش به مرکز ایالت باواریا، مونیخ، مهاجرت کردند و وی روزگار کودکی‌اش را در آنجا گذرانید.

### جنگ جهانی دوم
در سال ۱۹۳۴، هوفمان مطالعات هندو-اروپایی را آغاز کرد تا آن هنگام که خدمت سربازی را برای آلمان نازی به سال ۱۹۳۹ در جنگ جهانی دوم ادامه داد. هوفمان در طی ۱۹۴۱ مرخصی گرفت و زمان کافی را برای پژوهش بیشتر بر دکترای چاپ نشده‌اش باعنوان «واژگان هندی باستان با پایانه‌های -ṇḍ- در ریگ‌ودا» (به آلمانی: Die altindoarischen Wörter mit -ṇḍ- besonders im Ṛgveda) خرید. هوفمان تا سال ۱۹۴۳ در جبهه روسیه ماند سپس به لژیون هندی (به آلمانی: Indische Legion) به همراه دیگر زبان‌شناسنی همچون پاول تیمه (به آلمانی: Paul Thieme) و گوستاو روت (به آلمانی: Gustav Roth) ملحق شد.

### پس از جنگ
هنگامی که جنگ جهانی در ۱۹۴۵ به پایان رسید، هوفمان به مونیخ بازگشت برای مطالعات دانشگاهی‌اش بر پژوهش‌های هندو-ایرانی توانمند شده بود. در ۱۹۵۱، وی شایسته مدرس دانشگاهی با شایستگی نظریه (تز) «[حالت] بازداری در ودا» (به آلمانی: Der Injunktiv im Veda) شد.

## کتابشناسی
- Hoffmann, Karl, Der Injunktiv im Veda: Eine synchronische Funktionsuntersuchung (1967), C. Winter. شابک ‎۳−۸۲۵۳−۰۶۸۱-X
- Hoffmann, Karl, Aufsätze zur Indoiranistik (1975, 1976, 1992), Reichert. شابک ‎۳−۹۲۰۱۵۳−۴۷−۲
- Hoffmann, Karl; Narten, J. , Der Sasanidische Archetypus: Untersuchungen zu Schreibung und Lautgestalt des Avestischen (1989), Wiesbaden. شابک ‎۳−۸۸۲۲۶−۴۷۰−۵
- Forssman, Bernhard; Hoffman, Karl, Avestische Laut- und Flexionslehre (1996), Innsbruck. شابک ‎۳−۸۵۱۲۴−۶۵۲−۷